# ناحیه مین، شهرستان گراندی، ایلینوی
ناحیه مین (به انگلیسی: Maine Township) یک منطقهٔ مسکونی در ایالات متحده آمریکا است که در شهرستان گراندی، ایلینوی واقع شده‌است. ناحیه مین ۱۷۰ متر بالاتر از سطح دریا واقع شده‌است.